# Noms et divisions nationales de l'euro
Pour un article plus général, voir Euro.
Le nom de l'euro correspond aux dénominations de la monnaie de l'Union Européenne, dans les langues des pays l'ayant adopté.  

## Nom de l’euro
Son nom, apocope d’Europe, devrait être théoriquement le même, unique et invariable, dans toutes les langues officielles de l'Union européenne, être simple et symboliser l’Europe, conformément aux dispositions de la décision du Conseil européen de Madrid de décembre 1995) qui a adopté ce nom — et ce, malgré les termes exacts du traité de Maastricht (ECU). Néanmoins il existe déjà sous la forme grecque, ευρώ (evró), légèrement différente mais souvent remplacée, en pratique, par le terme unique, en caractères latins.
D’autres formes différentes sont et seront introduites avec le temps, qui iront contrariant cette uniformité initiale :
- Dans certaines langues officielles au sein de l’Union européenne et des États candidats, comme en bulgare (écriture cyrillique) евро, en irlandais (devenu depuis langue officielle) eoró ou eora, en hongrois euró, en letton eira, en lituanien euras, en slovène evro, en serbe et en macédonien (écriture cyrillique) евро, en turc avro (du nom d'Europe en turc, Avrupa).
- Dans d'autres langues européennes, comme en islandais evra, en gallois ewro, en same euroh, en mannois aoro, etc.
- Certaines langues flexionnelles lui appliquent leurs règles grammaticales habituelles (accords en nombre au duel, pluriel ou au partitif, accords de cas tels que le génitif) alors que d’autres se conforment à la règle édictée d’invariabilité par défaut.

D’ailleurs, en signant la Constitution pour l’Europe, la Hongrie et la Lettonie ont tenu à souligner, dans une déclaration annexée au traité, que le nom d’euro, seul retenu par ce texte (qui modifie sur ce point l’ECU du traité de Maastricht), ne préjuge en rien des règles grammaticales propres aux langues nationales de ces deux pays. Lors de la conférence intergouvernementale sur le futur traité de Lisbonne qui se substituera le cas échéant à ce traité constitutionnel, cette déclaration des mêmes pays a été adoptée.
En France, euro doit s'écrire avec un « s » au pluriel : le gouvernement considère qu'il n'est pas invariable. La Banque centrale européenne a adopté la même pratique.

## Symboles et abréviations de l’euro

Construction officielle du symbole de l’euro

Le glyphe (ou symbole graphique) de la monnaie unique européenne a été développé en interne dans le service de la Commission européenne chargé de l'Information sur la monnaie unique. Dix maquettes ont été soumises à un panel de citoyens européens. Le caractère retenu s’inspire de la lettre grecque « epsilon », référence à l’Antiquité et au berceau de la civilisation européenne, et évoque également la première lettre du mot « Europe ». Les deux traits parallèles symbolisent la stabilité de l’euro. Les couleurs sont le bleu (cyan 100 % + magenta 80 %) pour le fond et le jaune (jaune 100 %) pour le symbole.
L’abréviation officielle de l’euro est, selon la norme ISO 4217, « EUR » dans toutes les langues. Il n’existe pas d’abréviation officielle pour « cent », mais « c » ou « ct » sont généralement utilisés. En Grèce, la lettre capitale lambda « Λ » est couramment utilisée comme abréviation de λεπτά, leptá. En Irlande, certains commerces utilisent parfois le symbole « ¢ » du cent (aussi utilisé comme symbole de la division de monnaies en dollars ou pesos). En Finlande l’abréviation « snt. » (de sentti) est aussi utilisée. Le plus souvent, les prix sont affichés en décimales de l’euro (par exemple « €0.05» en Irlande, « 0,05 € » en France).
Le placement du symbole monétaire suit les conventions nationales, notamment en Espagne et en France où il semble illogique de placer le symbole de l’euro avant le nombre alors qu’on le prononce après. On note à ce sujet que le symbole monétaire est parfois inscrit à la place de la virgule décimale ; par exemple en France, « 2€50 » au lieu de « 2,50 € », et même assez souvent « 2€50 » où les centimes sont indiqués en exposant sans indication du symbole du centime. La correction typographique préconise, en français, la seule forme « 2,50 € ».
Certains prix indiquent aussi une précision inférieure au centime, notamment les prix des carburants affichés sur les panneaux routiers. Pour éviter la confusion avec les milliers (notamment pour les automobilistes étrangers familiers d’une autre convention concernant la notation des décimales), il est courant de voir les millimes uniquement affichés en exposant, par exemple « 1,259 €/l ».

## Divisions de l’euro et arrondis
L’euro est divisé officiellement en 100 cents (parfois, non officiel, eurocent ; cent est prononcé comme le nombre « 100 » en français, d'après la réglementation française, mais il existe des usages locaux qui, par tradition, recourent à une dérivation du nombre cent, telle les céntimos espagnols, les centimes français ou belges ou les centesimi italiens).
Les documents officiels de l’Union européenne et de ses institutions, ainsi que les traités établissant l’euro utilisent cependant exclusivement les termes euro et cent aussi bien au singulier qu’au pluriel, à cause des variations occasionnées par les différentes langues des États membres : cette règle est adoptée dans certains pays comme pour le pluriel italien euro qui reste euro malgré les règles de grammaire pour les noms masculins italiens, tandis que le mot grec pour cent est λεπτό leptó, λεπτά leptá au pluriel.
Dans les pays francophones, le terme centime est souvent recommandé par les autorités locales, en lieu et place de cent, en raison du grand nombre d'homophones (dont le nombre « cent », la préposition « sans », le nom commun « sang », les formes de verbe conjugué « sens/sent », la contraction pronominale et adverbiale « s’en »…).
En langue française, l'usage veut que la subdivision de l'euro soit le centime.
L’usage de fractions plus précises est admis pour l’affichage et la publicité des prix unitaires, à condition d’utiliser une des deux dénominations. Cependant, pour toute opération comptable ou de facturation entre tiers, aucune autre subdivision que le centième d'un euro n’est autorisée, et les totaux doivent donc être arrondis au centime le plus proche. Cette règle s’applique également à la conversion des prix facturés d'une ancienne devise nationale vers l’euro (et inversement durant la période de transition où les deux devises peuvent coexister dans un même pays).
En France, notamment pour les pompistes et les opérateurs télécoms qui souhaitent garder la même finesse qu'avec le centime de franc, une division non officielle par mille est apparue. Toutefois le terme millime, utilisé par des francophones nord-africains et attesté par le Littré, ne revient pas en usage et on entend plutôt les fractions de centimes indiquant explicitement la position de la virgule décimale « 2,9 centimes ». Dans les comptabilités officielles, seuls deux chiffres après la virgule peuvent être retenus et comptabilisés.
Dans d'autres États, comme la Belgique ou le Luxembourg, les calculs intermédiaires comptables sont autorisés officiellement avec quatre chiffres après la virgule. Pour autant, le total doit être arrondi au cent près.

## Orthographe des termes «euro» et «cent»

### dans les langues officielles de l’Union européenne
| Langue      | Quantité             | Quantité                            | Nom                       | Nom                                   | Notes |
| Langue      | Singulier            | Pluriel                             | Singulier                 | Pluriel                               | Notes |
| ----------- | -------------------- | ----------------------------------- | ------------------------- | ------------------------------------- | --- |
| Allemand    | 1 Euro 1 Cent        | 100 Euro 100 Cent                   | der Euro der Cent         | die Euros die Cents                   | |
| Anglais     | 1 euro 1 cent        | 100 euro [1] 100 cent [1]           | the euro the cent         | the euros/euro [1] the cents/cent [1] | 1. Le pluriel sans -s n’est utilisé qu’en Irlande, en concurrence avec les formes grammaticales euros, cents. |
| Bulgare     | 1 евро 1 цент        | 100 евро 100 цента                  | еврото центът             | евро цента                            | |
| Castillan   | 1 euro 1 céntimo     | 100 euros 100 céntimos              | el euro el céntimo        | los euros los céntimos                | |
| Croate      | 1 euro 1 cent        | 100 eura [2] 100 centa [2]          | euro cent                 | eura centi                            | 2. En croate, le nominatif pluriel en -i, -e ou -a est remplacé par le génitif pluriel en -a après les nombres supérieurs à 4. Exceptionnellement, le nominatif pluriel euros sera utilisé pour faire référence à la monnaie comme objet immatériel.                                                                                         |
| Danois      | 1 euro 1 cent        | 100 euro 100 cent                   | euroen centen             | euroene centene                       | |
| Estonien    | 1 euro 1 sent        | 100 eurot 100 senti                 | euro sent                 | eurod sendid                          | |
| Finnois     | 1 euro 1 sentti      | 100 euroa [3] 100 senttiä [3]       | euro sentti               | eurot [3] sentit [3]                  | 3. Les numéraux singuliers (10, 100, etc.) s’écrivent au partitif singulier au lieu du pluriel usuel. |
| Français    | 1 euro 1 centime [4] | 100 euros 100 centimes [4]          | l’euro le centime [4]     | les euros les centimes [4]            | 4. Le terme « centime » (pluriel « centimes ») est recommandé par l’Académie française et la Commission générale de terminologie et de néologie (Cogéter). D’un point de vue légal, il figure à l’article L 111-1 du Code monétaire et financier : « Un euro est divisé en cent centimes. ». « Centimes » est communément utilisé en France. |
| Grec        | 1 ευρώ [5] 1 λεπτό   | 100 ευρώ [5] 100 λεπτά              | τo ευρώ [5] τo λεπτό      | τα ευρώ [5] τα λεπτά                  | 5. La lettre oméga dans ευρώ a été choisie pour souligner l’invariabilité et pour respecter la racine étymologique du mot Ευρώπη (Europe). Cependant, certains préfèrent l’omicron qui suit les inflexions grecques normales (dont le pluriel) de façon similaire au terme λεπτό.                                                            |
| Hongrois    | 1 euró 1 cent        | 100 euró [6] 100 cent [6]           | az euró a cent            | az eurók a centek                     | Les deux noms peuvent être agglutinés avec des suffixes comme euróval, euróért, euróból, etc. (« avec un euro », « pour un euro », « d’un euro », etc.). 6. Le pluriel n’est pas marqué après les indications de quantité. |
| Irlandais   | 1 eoró [7] 1 ceint   | 100 eoró [7] [8] 100 ceinteanna [8] | an eoró [7] an ceint      | na heorónna [7] na ceinteanna         | 7. En 1999, des pièces ont été frappées en eora. 8. Les noms suivant les nombres sont écrits au singulier. Les nombres 2, 3, 4 et 5 provoquent une mutation: 5 cheint. Les nombres 7, 8, 9 et 10 causent une liaison : ‘8 n-eoró’, ‘7 gceint’.                                                                                               |
| Italien     | 1 euro 1 centesimo   | 100 euro 100 centesimi              | l’euro il centesimo       | gli euro [9] i centesimi              | 9. C’est le seul nom commun en italien dont le pluriel se termine en -o et qui ne respecte pas la règle du pluriel en -i. |
| Letton      | 1 eiro [10] 1 cents  | 100 eiro [10] 100 centi             | eiro [10] [11] cents [10] | eiro [10] [11] centi [10]             | 10. Les noms en -o sont invariables. Cependant, les déclinaisons étant normalement nécessaires pour éviter les ambiguïtés, les terminologistes ont adopté officiellement "eira" qui se décline de façon régulière. 11. Il n’y a pas d’article défini en letton.                                                                              |
| Lituanien   | 1 euras 1 centas     | 100 eurų [12] 100 centų [12]        | euras [13] centas [13]    | eurai [13] centai [13]                | 12. Le génitif pluriel suit le nombre 100. 13. Il n’y a pas d’article défini en lituanien. |
| Néerlandais | 1 euro 1 cent        | 100 euro 100 cent                   | de euro de cent           | de euro’s de centen                   | |
| Polonais    | 1 euro 1 cent        | 100 euro 100 centów                 | euro cent                 | euro centy                            | Le nom euro est indéclinable. Le nominatif pluriel (centy) est utilisé pour les nombres se terminant par 2, 3 et 4 (sauf 12, 13 et 14) et le génitif pluriel (centów) après tous les autres nombres (sauf 1). |
| Portugais   | 1 euro 1 cêntimo     | 100 euros 100 cêntimos              | o euro o cêntimo          | os euros os cêntimos                  | |
| Roumain     | 1 euro 1 cent        | 100 euro [14] 100 cenți             | euro cent                 | euro [14] cenți                       | 14. Bien que le pluriel officiel de euro soit invariable, il est commun d’appliquer le pluriel euroi suivant la tradition roumaine des noms masculins. Cependant, dans la langue soignée est employée au pluriel, la forme invariable, « euro », car la forme « euroi » est considérée comme vulgaire.                                       |
| Slovaque    | 1 euro 1 cent        | 100 eur [15] 100 centov [15]        | euro [16] cent [16]       | eurá [16] centy [16]                  | 15. Le nominatif pluriel (eurá, centy) suit 2, 3 et 4 ; le génitif pluriel (eur, centov) suit les nombres à partir de 5. On rencontre parfois le génitif pluriel incorrect eúr. 16. Il n’y a pas d’article défini en slovaque. |
| Slovène     | 1 evro 1 cent        | 100 evrov [17] 100 centov [17]      | evro [18] cent [18]       | evri [18] centi [18]                  | 17. Le nominatif duel suit 2 (evra, centa), le nominatif pluriel suit 3 ou 4 (evri, centi), le génitif pluriel suit 5 à 100 (evrov, centov). 18. Il n’y a pas d’article défini en slovène. |
| Suédois     | 1 euro 1 cent        | 100 euro 100 cent                   | euron [19] centen         | eurorna [19] centen                   | 19. Éventuellement utilisé pour les références indénombrables à la monnaie comme objet immatériel. |

### Dans d’autres langues
| Langue                  | Quantité                | Quantité                      | Nom                     | Nom                                 | Notes |
| Langue                  | Singulier               | Pluriel                       | Singulier               | Pluriel                             | Notes |
| ----------------------- | ----------------------- | ----------------------------- | ----------------------- | ----------------------------------- | --- |
| Arménien                | 1 Եվրո 1 ցենտ           | 100 Եվրոներ 100 ցենտի         | Եվրո ցենտ               | Եվրոներ ցենտի                       | |
| Catalan                 | 1 euro 1 cèntim         | 100 euros 100 cèntims         | l’euro el cèntim        | els euros els cèntims               | |
| Cornique                | 1 ewro 1 cent           | 100 ewro [20] 100 cent [20]   | ewro cent               | euros centys                        | 20. Après un nombre en cornique, les noms sont écrits au singulier. |
| Bosniaque Serbe (latin) | 1 euro 1 cent           | 100 eura [21] 100 centa [21]  | euro cent               | eura centi                          | 21. En serbe, le nominatif pluriel en -i, -e ou -a est remplacé par le génitif pluriel en -a après les nombres supérieurs à 4. Exceptionnellement, le nominatif pluriel euros sera utilisé pour faire référence à la monnaie comme objet immatériel. |
| Espéranto               | 1 eŭro 1 cendo          | 100 eŭroj [22] 100 cendoj     | eŭro cendo              | eŭroj [22] cendoj                   | 22. Le pluriel régulier en -oj des noms communs est utilisé en espéranto. |
| Gallois                 | 1 ewro 1 senten         | 100 ewro [23] 100 senten [23] | yr ewro y senten        | yr ewroaid y sentiau                | 23. En gallois, les noms s’écrivent au singulier après un nombre |
| Géorgien                | 1 ევრო 1 ცენტი          | 100 ევრო 100 ცენტი            | ევრო ცენტი              | ევროები ცენტები                     | |
| Islandais               | 1 evra 1 sent           | 100 evrur 100 sent            | evran [24] sentið [24]  | evrurnar [24] sentin [24]           | 24. Il n’y a pas d’article défini en islandais, mais une déclinaison déterminante. |
| Jersiais                | 1 ûro [25] 1 chent [25] | 100 ûros 100 chents           | l’ûro l’chent           | l’s ûros les chents                 | 25. Selon le Dictionnaithe Jèrriais-Angliais (2005) et L’Office du Jèrriais. |
| Mannois                 | 1 aoro 1 kent           | 100 aoro [26] 100 kent [26]   | yn aoro kent            | yn aoroghyn kentyn                  | 26. En mannois, les noms s’écrivent au singulier après un nombre |
| Norvégien bokmål        | 1 euro 1 cent           | 100 euro 100 cent             | euroen [27] centen [27] | euroene [27] [28] centene [27] [28] | 27. L’article défini est attaché au nom. 28. Le pluriel sans l’article finit en -er au lieu de -en. |
| Norvégien nynorsk       | 1 euro 1 cent           | 100 euro 100 cent             | euroen [29] centen [29] | euroane [29] [30] centane [29] [30] | 29. L’article défini est attaché au nom. 30. Le pluriel sans l’article finit en -ar au lieu de -ane. |
| Russe                   | 1 евро 1 цент           | 100 евро [31] 100 центов [32] | евро цент               | евро [31] цента [32]                | 31. Le mot евро est invariable au pluriel. 32. Le génitif est employé derrière un nombre : au singulier après 2, 3 ou 4 (цента), au pluriel après 5 et au-delà (центов). |
| Turc                    | 1 avro 1 sent           | 100 avro [33] 100 sent        | avro sent               | avro [33] sent                      | 33. Le mot avro reste invariable au pluriel. |
| Ukrainien               | 1 євро 1 цент           | 100 євро [34] 100 центів      | євро цент [35]          | євро [34] центи [36]                | 34. Le mot євро est invariable au pluriel. 35. Le singulier est aussi usé pour les nombres finissent en 1 (sauf 11). 36. Le génitif est employé derrière un nombre : au singulier (центи) après 2, 3, ou 4, et tous les autres nombres finissent avec ses numéros (sauf 12, 13 et 14) ; au pluriel (центів) pour 11, 12, 13, et 14, et tous les autres nombres pas finissent en 1, 2, 3, ou 4. |

## Prononciation, liaisons et élisions en français

### Liaison et euro
En français, tout nom commençant par une voyelle ou un h muet doit se prononcer en liaison avec la consonne terminant le mot précédent.
Le franc ne posait pas de problème de prononciation, mais le passage à l’euro oblige le locuteur à connaître l’orthographe et le pluriel des nombres.
Ainsi au pluriel un /n/ euro devient des /z/ euros. Il en est de même pour deux /z/ euros, trois /z/ euros, huit /t/ euros, vingt /t/ euros, cent /t/ euros, deux cents /z/ euros, quatre-vingts /z/ euros mais “quatre-vingt-un /n/ euros etc. Attention à la prononciation de 100 euros, différente de « sans /z/ euro ».
(On arrive facilement à faire correctement la liaison si l'on remplace le mot « euro » par le mot « an », comme dans : un /n/ an, deux /z/ ans, vingt /t/ ans, cent /t/ ans.)
Noter aussi la prononciation de la liaison, ajoutée entre un /n/ ou aucun /n/ et euro.
L’élision de la voyelle finale d'un article précédent s'applique aussi : l’euro (et non pas le euro), centime d’euro. On applique aussi la mutation finale (phonétique et orthographique) de certains adjectifs suivi d'une voyelle : un bel euro (et non pas un beau euro), un nouvel euro (et non pas un nouveau euro).

### Centimes
En France, l'article L111-1 du Code monétaire et financier précise que l'euro est divisé en « cent centimes ». Cette appellation est également recommandée par l'Académie française ainsi que par le Conseil supérieur de la langue française. En Belgique, on utilise en concurrence « centime » et « cent », notamment par influence du néerlandais.